# Furnas megye
Furnas megye az Amerikai Egyesült Államokban, azon belül Nebraska államban található. Megyeszékhelye Beaver City, legnagyobb városa Cambridge. Lakosainak száma 4636 fő (2020. április 1.). Furnas megye Harlan, Norton, Decatur, Red Willow, Frontier, Gosper és Phelps megyékkel határos.

## Népesség
A megye népességének változása:
| Lakosok száma | 4954 | 4939 | 4908 | 4865 | 4862 | 4636 |
|               | 2010 | 2011 | 2012 | 2013 | 2015 | 2020 |